# Golspie
Golspie (gaélique écossais : Goillspidh (gd)) est une ville d'Écosse, située dans le council area des Highlands et dans la région de lieutenance et ancien comté du Sutherland. De 1975 à 1996, elle était la capitale administrative du district de Sutherland, au sein de la région des Highlands. La ville se trouve sur la côte de la mer du Nord dominée par le Ben Bhraggie (394 m). 
Sa population atteint 1 650 habitants environ.
Le château de Dunrobin est situé à 1,5 km au nord de la ville. À 5 km au sud, le Loch Fleet est une réserve naturelle d'échassiers, oiseaux sauvages et phoques.
Centré sur le Loch Fleet, à trois miles au sud de Golspie, est une réserve naturelle nationale avec échassiers, oiseaux sauvages et les phoques. des balbuzards pêcheurs, sternes et hirondelles fréquentent le lac en été.

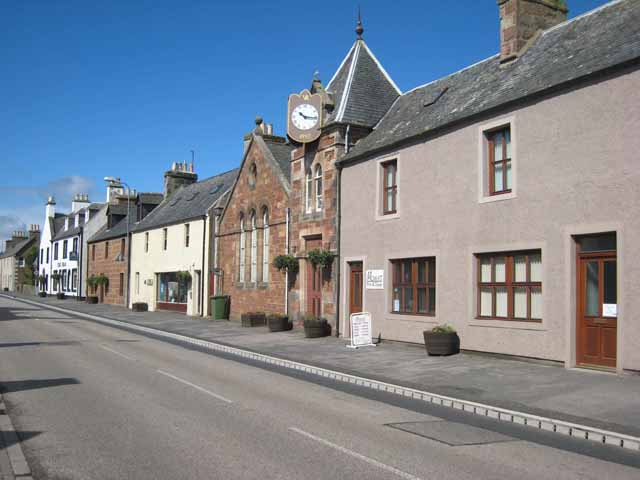
Golspie Centre-ville.
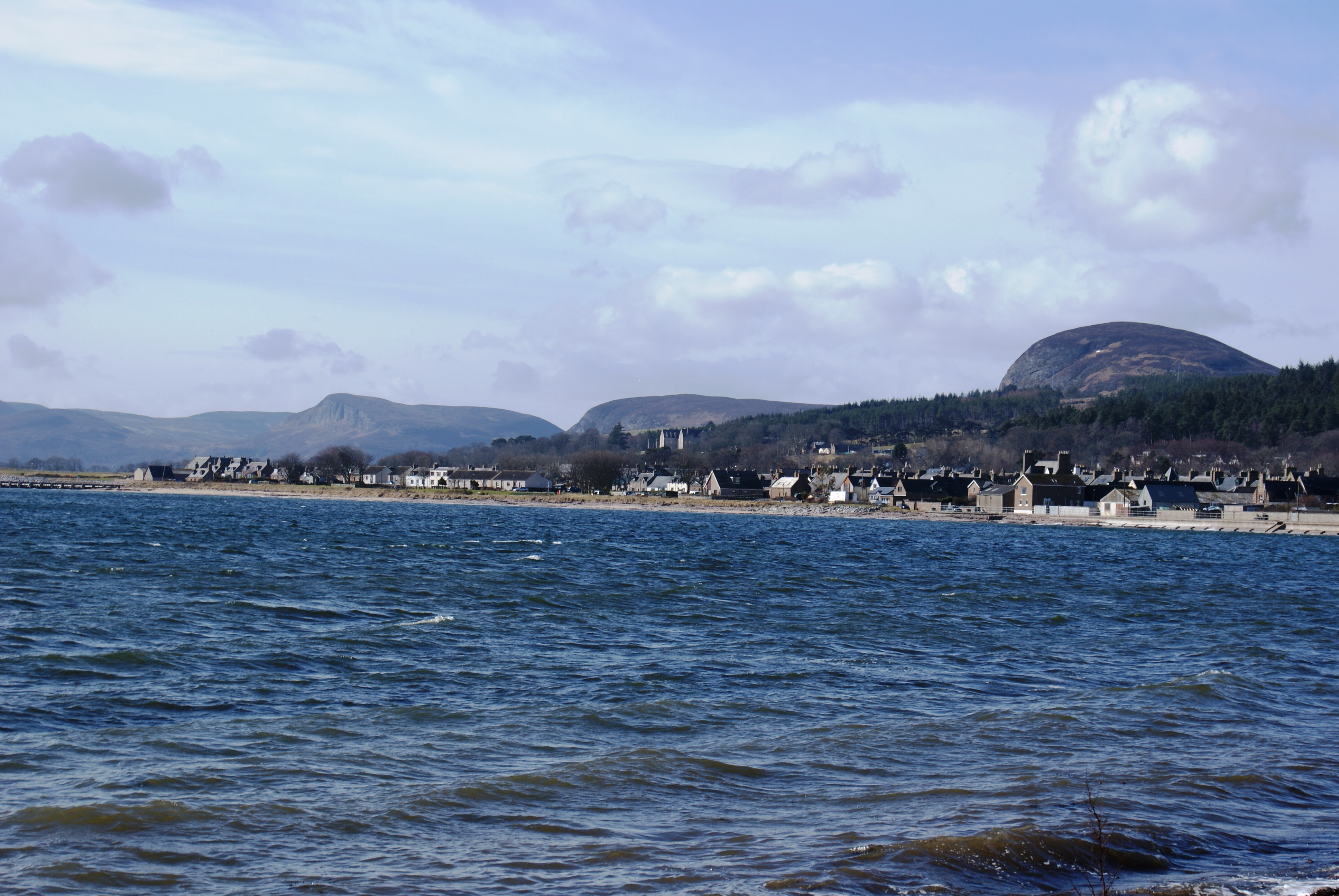
Golspie littoral.
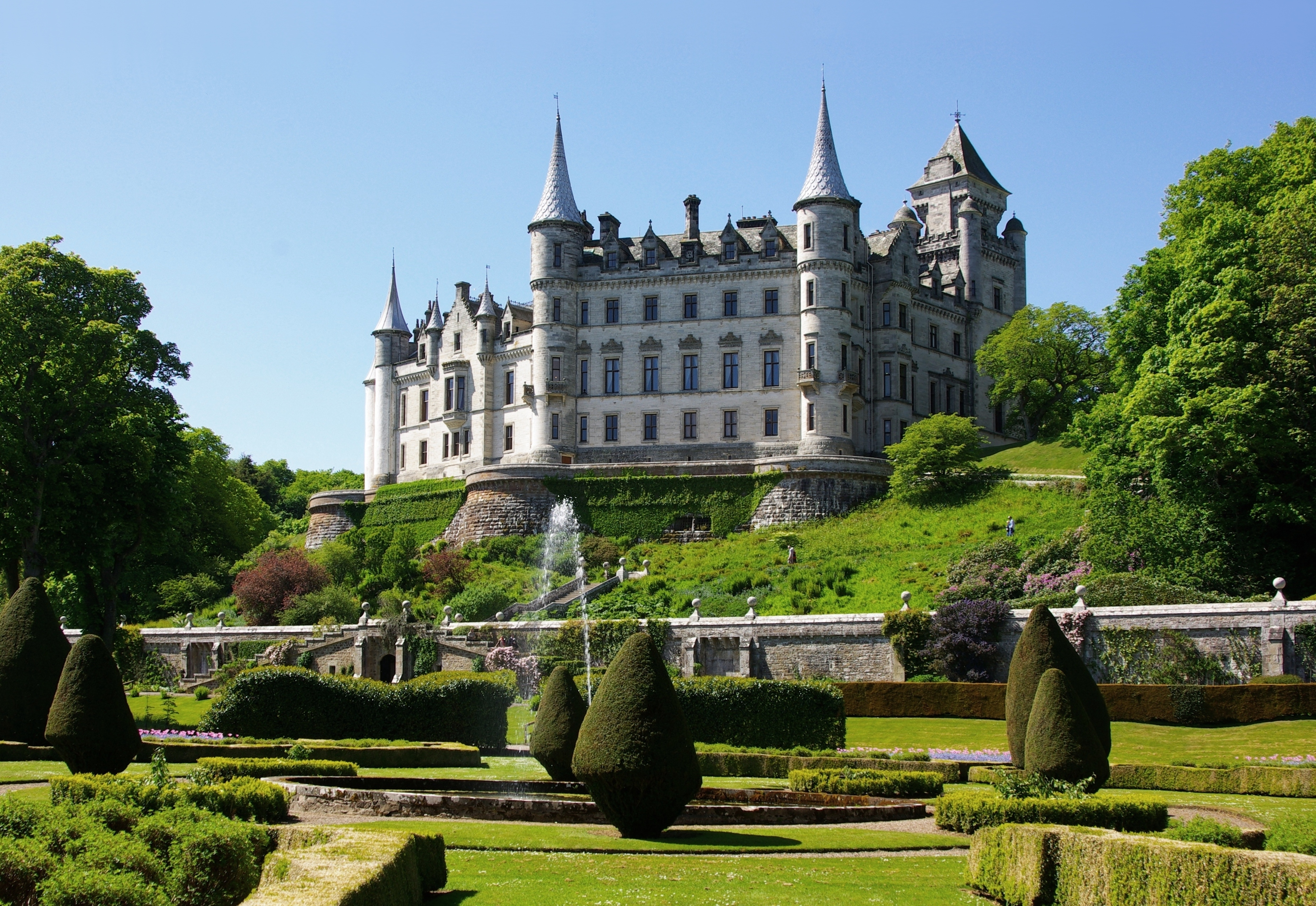
Château de Dunrobin.